# Платинатрилютеций
Платинатрилютеций — бинарное неорганическое соединение
платины и лютеция
с формулой Lu3Pt,
кристаллы.

## Получение
- Сплавление стехиометрических количеств чистых веществ:

{\displaystyle {\mathsf {Pt+3Lu\ {\xrightarrow {1290^{o}C}}\ Lu_{3}Pt}}}

## Физические свойства
Платинатрилютеций образует кристаллы
ромбической сингонии,
пространственная группа P nma,
параметры ячейки a = 0,6926 нм, b = 0,9225 нм, c = 0,6293 нм, Z = 4,
структура типа карбида трижелеза Fe3C
.
Соединение образуется по перитектической реакции при температуре ≈1290°С .